# Lee Jin-il
Lee Jin-il (né le 12 janvier 1973 à Daegu) est un athlète sud-coréen, spécialiste du 800 mètres.

## Biographie
Il se révèle en 1992 en devenant vice-champion du monde juniors du 800 mètres, à Séoul, derrière le Kényan Benson Koech.
Il remporte la médaille d'or du 800 m lors des championnats d'Asie 1991, à Kuala Lumpur, et conserve son titre deux ans plus tard aux championnats d'Asie 1993. 
Il s'impose lors des Jeux asiatiques de 1994 et 1998.
Il détient le record de Corée du Sud en 1 min 44 s 14, établi le 17 juin 1994 à Séoul.

### Palmarès
| Date | Compétition                   | Lieu         | Résultat | Épreuve | Performance   |
| ---- | ----------------------------- | ------------ | -------- | ------- | ------------- |
| 1991 | Championnats d'Asie           | Kuala Lumpur | 1er      | 800 m   | 1 min 51 s 42 |
| 1992 | Championnats du monde juniors | Séoul        | 2e       | 800 m   | 1 min 46 s 34 |
| 1993 | Championnats d'Asie           | Manille      | 1er      | 800 m   | 1 min 48 s 24 |
| 1993 | Jeux de l'Asie de l'Est       | Shanghai     | 1er      | 800 m   | 1 min 47 s 13 |
| 1994 | Jeux asiatiques               | Hiroshima    | 1er      | 800 m   | 1 min 45 s 72 |
| 1998 | Jeux asiatiques               | Bangkok      | 1er      | 800 m   | 1 min 46 s 56 |

### Records
| Épreuve | Performance   | Lieu  | Date         |
| ------- | ------------- | ----- | ------------ |
| 800 m   | 1 min 44 s 14 | Séoul | 17 juin 1994 |